# 김한서
김한서(金漢書, 2003년 2월 14일 ~ )은 대한민국의 축구 선수로, 포지션은 중앙 미드필더, 수비형 미드필더, 오른쪽 윙어이다. 현재 K리그1 대전 하나 시티즌 소속이다.